# Сайда (рід риб)
Сайда (Pollachius) — рід риб з родини тріскових (Gadidae).

## Опис
Сайда є хижою рибою. Її відмінною рисою є голова загостреної форми, що має темне забарвлення. На спині оливкове забарвлення, яка до боків плавно переходить в жовте. Знизу тіло сайди може бути забарвлене в біло-молочний або сіро-сріблястий колір. 
Молоді особини сайди харчуються переважно ікрою риб, а також дрібними ракоподібними. З віком вони починають більше полювати на невеликих рибок. Як правило, великі зграї сайди з усіх боків оточують свою здобич, видаючи сильний шум при цьому. Період нересту сайди може тривати з січня до липня. 

## Практичне використання
М'ясу сайди властивий сіруватий відтінок, а також вельми приємний незвичайний смак. Широко популярною сайда є серед жителів західно-європейський країн - особливо, у вигляді замороженого філе, а також різних кулінарних виробів і консервів.  Ікра сайди - делікатес та джерело вітамінів.

## Види
Рід містить два види:
- Pollachius pollachius (Linnaeus, 1758)
- Pollachius virens (Linnaeus, 1758)